# Мансанита
Мансани́та (исп. Manzanita; настоящее имя Хосе Мануэль Ортега Эредиа; 7 февраля 1956, Мадрид — 6 декабря 2004, Андалусия) — популярный испанский певец и гитарист.

## Биография
Хосе Мануэль родился в семье цыган-кале. Его отцом был кантаор и байлаор Рафаэль Ортега Гарсиа, а матерью — байлаора Тринидад Эредиа Хименес. Дядя Хосе Мануэля Маноло Караколь был известным певцом фламенко.
Хосе Мануэль начал выступать в таблао в качестве токаора-аккомпаниатора с 9 лет. С 11 лет мальчик аккомпанировал знаменитому кантаору Энрике Моренте, сопровождая его в том числе в международных турне. В подростковом и юношеском возрасте ему довелось также выступать с Камароном де ла Ислой, Кармен Севилья и другими известными исполнителями фламенко.
Постепенно Хосе Мануэль перешёл из простых аккомпаниаторов в солисты, стал петь, а со временем начал делать свои проекты. Тогда он и взял себе псевдоним Мансанита, под которым его знали.
Необычный тембр голоса и узнаваемый стиль игры на гитаре очень скоро сделали Мансаниту очень популярным. Ему активно подражали. Хотя всю жизнь Мансанита играл фламенко в самом цыганском его варианте, он также экспериментировал и в других жанрах. Активно боролся с наркоманией и наркоторговлей, используя свою известность для акций протеста. Во второй половине жизни поменял религию, став евангелистом подобно Матео Максимову.
Умер от внезапной остановки сердца.

## Дискография (сольные альбомы)
- Poco ruido y mucho duende
- Espíritu sin nombre (1980)
- «Talco y bronce» (1981)
- «Ramito de violetas» (сингл, 1981)
- «Por tu ausencia» (сингл, 1981)
- «Cuando la noche te envuelve» (1982)
- «La quiero a morir» (1983)
- «Mal de amores» (1984)
- «Echando sentencia» (1986)
- «En voz baja a las rosas» (на тексты Гонгоры, Гарсиа Лорки и Хуаны Инес де ла Крус, 1988)
- «Quédate con Cristo» (1993)
- «Por tu ausencia» (1999)
- «Gitano cubano» (2002)
- «La cucharita» (2004)

## Фильмография
- Фламенко, 1995 — камео